# Bataille de Staunton River Bridge
Guerre de Sécession
Batailles
Campagne de Richmond-Petersburg
- 1re Petersburg
- 2e Petersburg
- Jerusalem Plank Road
- Raid de Wilson–Kautz
- Stauton River Bridge
- Sappony Church
- 1re Ream's Station
- 1re Deep Bottom
- Cratère
- 2e Deep Bottom
- Globe Tavern
- 2e Ream's Station
- Raid de Beefsteak
- Chaffin's Farm
- Peebles' Farm
- Vaughan Road
- Darbytown & New Market Roads
- Darbytown Road
- Fair Oaks & Darbytown Road
- Boydton Plank Road
- Bataille de Trent's Reach
- Hatcher's Run
- Fort Stedman

La bataille de Staunton River Bidge s'est déroulée le 25 juin 1864, entre les forces de l'Union et confédérées au cours du raid de Wilson-Kautz de la guerre de Sécession. La bataille a eu lieu autour du pont de la rivière Staunton, sur la rivière Staunton, dans les comtés d'Halifax et de Charlotte, Virginie.

## Contexte
Au cours du mois de juin 1864, le général confédéré Robert E. Lee est le commandant de l'armée de Virginie du Nord lors de la défense de Petersburg, en Virginie, contre le siège de l'Union, sous le commandement lieutenant général de l'Union Ulysses S. Grant. Les forces confédérées sont dépendantes du flux d'approvisionnement en provenance du sud et de l'ouest, le long de la côté Sud et les lignes du chemin de fer de Richmond et Danville, et Grant réalise que sans ce ravitaillement les confédérés seront forcés d'abandonner Petersbourg.
Ainsi, Grant décide d'envoyer la cavalerie de l'Union pour attaquer les lignes de chemin de fer et les détruire, isolant alors Lee de son ravitaillement. Le 22 juin, de 5 000 cavaliers de l'Union et 16 pièces d'artillerie sont retirés du siège de Petersburg et envoyés, sous le commandement des brigadiers générauxJames H. Wilson et August V. Kautz, pour détruire les lignes d'approvisionnement. Durant les trois prochains jours, en dépit de la poursuite et du harcèlement de la part de la cavalerie confédérée sous le commandement du major général W. H. F. "Rooney" Lee, la cavalerie de l'Union réussit à détruire 60 milles (97 km) de voies ferrées.

## Bataille
Le pont de la rivière Staunton s'étend du sud-sud-ouest au nord-nord-est sur la rivière Staunton (qui coule elle-même au nord-ouest vers le sud-est) et il fait passer le chemin de fer de Richmond et Danville, une partie essentielle du système d'approvisionnement pour les assiégés de l'armée de Virginie du Nord. Le pont est défendu par 296 réservistes confédérés sous le commandement du capitaine Benjamin L. Farinholt, qui a été averti le 23 juin que de des forces de cavalerie de l'Union sont en approche de sa position. Écoutant cet avertissement, Farinholt envoie des courriers à la proximité des zones d'Halifax, de Charlotte, et de Mecklembourg, afin de recruter des forces supplémentaires, et le matin de la bataille, 642 renforts arrivent, dont 150 sont des soldats de l'armée régulière et le reste des combattants volontaires.
Sachant qu'il serait sous la surveillance des éclaireurs de l'Union, Farinholt donne l'ordre à un train de parcourir en permanence le long de la ligne, de sa position jusqu'à une station plus au sud afin de créer l'impression qu'il reçoit continuellement des renforts. L'illusion est renforcée par Mme Nancy Mcphail, la femme du propriétaire de la plantation de Mulberry Hill, qui, en plus d'héberger des blessés de l'Union de la bataille, informe les forces de l'Union, que 10 000 confédérés les attendent sur le pont. En réalité, il n'y a que 938 hommes.
En plus de ces 938 hommes, Farinholt commande deux ouvrages en terrassement sur la rive sud de la rivière, et il place ses 6 pièces d'artillerie en conséquence, avec quatre dans la forteresse sur la rive orientale de la ligne de chemin de fer, et deux sur la rive ouest. Il a aussi construit un réseau de caché de tranchées entre les défenses des ouvrages de terrassement et le pont lui-même.
À 15 heures 45, selon les rapports de Farinholt, les forces de l'Union arrivent sur la rive nord de la rivière « à moins d'un mile de ma redoute principale ». Cependant, la première salve de Farinholt est trop courte. Kautz fait mettre pied à terre à sa cavalerie en face du pont, et avance à la fois par l'est et l'ouest.

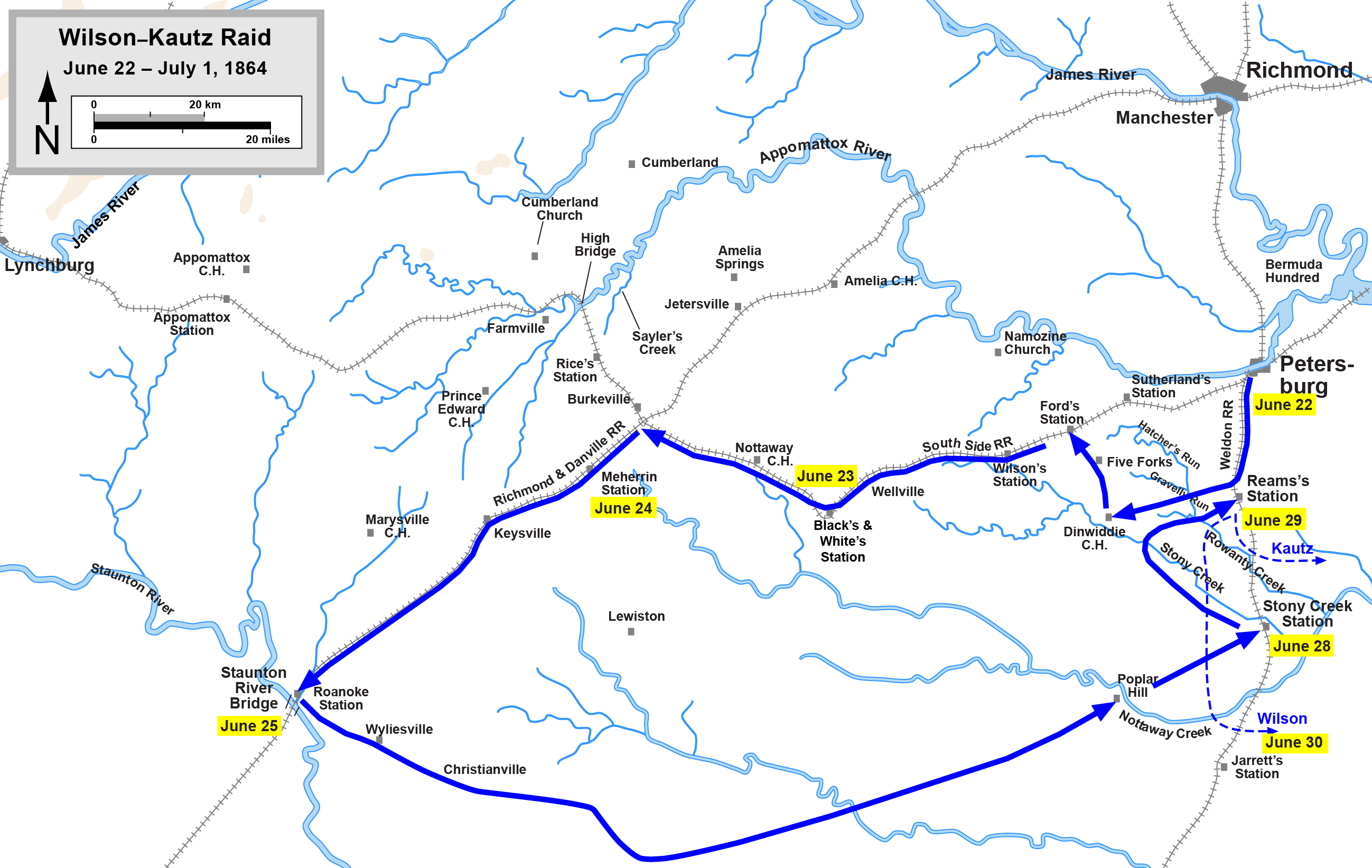
Raid de Wilson-Kautz, 22 juin–1 juillet

Le colonel Robert M. West, qui commande les forces de l'Union attaquant par le côté ouest de la ligne de chemin de fer, tente de capturer rapidement le pont et de le tenir suffisamment de temps pour y mettre le feu, mais son attaque est repoussée. Pendant ce temps, les forces de l'Union atteignent et occupent un fossé de drainage situé 150 yards (137,16 m) du pont, à partir duquel elles organisent quatre charges infructueuses, qui sont toutes repoussées par les tirs des systèmes de tranchées cachées de Farinholt, ce qui aboutit à de lourdes pertes pour l'Union.
Vers le coucher du soleil, Rooney Lee arrive sur le terrain avec la cavalerie confédérée qui est à la poursuite des raiders de l'Union. Lee attaque les forces de l'Union à l'arrière, et Wilson est forcé de retraiter d'ici minuit.
Le lendemain matin, Farinholt avance avec les tirailleurs sur les positions évacuées de l'Union, en faisant 8 prisonniers et enterrant 42 morts de l'Union. Les pertes dans les rangs de l'Union s'élèvent à 42 tués et 44 blessés, et 30 disparus ou capturés ; les pertes confédérées sont de 10 tués et 24 blessés.

## Consénques
La défense du pont de la rivière Staunton assure la survie de la ligne de ravitaillement du chemin de fer de Richmond & Danville, qui est un élément clé de la chaîne d'approvisionnement des confédérés assiégés à Petersburg. Cependant, Lee est forcé d'abandonner Petersburg en avril 1865, lorsque ses lignes d'approvisionnement sont finalement coupées.
La partie de la région où s'est déroulée la bataille est aujourd'hui conservée dans le cadre du parc d'État du champ de bataille de la rivière Staunton, et les fortifications défensives confédérées sont inscrites sur le Registre national des lieux historiques.